# Горе (эмоция)
Го́ре — интенсивное эмоциональное состояние, сопутствующее потере кого-то (или чего-то), с кем (или с чем) у человека была глубокая эмоциональная и психологическая связь. 
Этот термин не используется как синоним для депрессии. Иначе говоря, это одна из базовых эмоций, связанная с ощущением объективной или субъективной потери значимого объекта, части идентичности или ожидаемого будущего. Так же под горем понимается сильная глубокая печаль, скорбь.

## Симптомы горя
Симптомы нормального горевания бывают двух видов:
1. Физические симптомы (затруднения дыхания, спазмы в горле, учащенное дыхание, сердцебиение и тд.)
2. Душевное, психологическое страдание, которое может включать[4]:
  - Отрицательно окрашенные эмоциональные процессы
  - Поглощённость образом утраты прежнего состояния (до горя)
  - Чувство вины
  - Враждебные и агрессивные реакции
  - Утрата естественных моделей поведения, отгороженность от окружающих
  - и др.

## Отличия нормального и патологического горя
Патологическое горевание — термин, который используется в психиатрии как синдром группы расстройств. Нормальное горе отличается от патологического рядом параметров:
1. Наличие динамики состояния. Горе — это не состояние, а процесс.
2. Периодическое отвлечение внимания от болезненной реальности смерти.
3. Появление позитивных чувств в течение первых 6 месяцев после смерти близкого человека.
4. Переход от острого горя к интегрированному.
5. Способность субъекта, пережившего утрату, не только признать и принять смерть близкого человека, отпустить и расстаться с ним, но и поиск новых и конструктивных способов продолжать отношения с умершим, таких как хранение памяти о нём.[6]

## Подходы к помощи при горевании
Три основных подхода:
1. Сопровождение и психологическая поддержка (оказывается близкими людьми)
2. Психологическое консультирование (проводится квалифицированным психологом).
3. Психотерапия и медикаментозное лечение. Проводится психиатрами, психотерапевтами.

## Феномен горя в психоанализе
Австрийский психолог Зигмунд Фрейд считал, что основная функция печали состоит в том, чтобы «забрать» психическую энергию от утраченного объекта. В это время «объект продолжает существовать психически», а по её завершении «эго» становится свободным от привязанности и может направлять высвободившуюся энергию на иные объекты. Таким образом, теория Фрейда объясняет то, как люди забывают об утраченном.

## Фазы переживания горя
В России темой переживания горя занимался психолог Ф. Е. Василюк. В своей книге «Пережить горе» он описал 5 фаз переживания горя.
1. Шок и оцепенение — это начальная фаза горя, когда человек только узнаёт печальное известие. Скорбящий скован, напряжён. Дыхание затруднено, не ритмично. Обычно наблюдается утрата аппетита и сексуального влечения. В сознании человека появляется ощущение нереальности происходящего, душевное онемение, бесчувственность, оглушённость. Притупляется восприятие внешней реальности, что приводит к провалам в памяти. Однако иногда наблюдаются выплески злости. Но всё-таки человек психологически отсутствует в настоящем, оно как бы проходит мимо него. Это отрицание факта, что «я (горюющий) здесь». Травматическое событие рвёт жизнь на «до» и «после», оставляя человека в этом «до», где всё было по-прежнему.
2. Фаза поиска — эта фаза отличается нереалистическим стремлением вернуть утраченное и отрицанием постоянства утраты. Обычно человеку трудно удержать внимание на внешнем мире, реальность словно покрыта тонкой вуалью. Несмотря на реалистическую установку, автор говорит о надежде, которая постоянно рождает веру в чудо. Человек слабо чувствителен к противоречиям, это позволяет человеку жить по двум не вмешивающимся в дела друг друга законам — по отношению к внешней действительности по принципу реальности, а по отношению к утрате — по принципу «удовольствия».
3. Фаза острого горя — это период отчаяния, страдания, дезорганизации и период реактивной депрессии. В первое время сохраняются и могут усиливаться различные телесные реакции — затруднённое дыхание, астения, чувство пустоты в желудке, стеснение в груди, ком в горле, повышение чувствительности к запахам и др. Это период наибольших страданий, острой душевной боли. Могут появляться странные и пугающие чувства и мысли. Ощущение пустоты и бессмысленности, отчаяние, чувство брошенности и одиночества, злость, вина, страх, тревога и беспомощность. Изменяется отношение с окружающими. Может наблюдаться утрата теплоты, раздражительность, желание уединиться. Повседневная деятельность изменяется: бывает трудно сконцентрироваться, сложно довести дело до конца, а сложноорганизованная деятельность может на время стать недоступной. Именно на этой фазе совершается главное таинство работы печали, и только зная это возможно найти ключ к объяснению необыкновенно пёстрой картины разных проявлений как нормального, так и патологического горя.
4. Фаза «остаточных толчков и реорганизации». На этой фазе жизнь входит в свою колею, восстанавливается сон, аппетит, профессиональная деятельность. Потеря перестаёт быть главным сосредоточением жизни. Переживание горя протекает в виде частых, а со временем редких отдельных толчков. Эти остаточные приступы могут быть такими же острыми, как и в предыдущей фазе. За этот период утрата постепенно входит в жизнь, так как человеку приходится решать множество практических задач, которые как-то переплетаются с самим переживанием.
5. Фаза «завершения» — последняя фаза, в которой горюющий преодолевает некоторые культурные барьеры, которые затрудняют акт завершения. Смысл и задача горя в том, чтобы образ утраты занял свое постоянное место.